# Тис валіський
{{#ifeq:0|0|{{#if:|{{#if:Taxuswallichiana|[[]}}|}}}}
Тис валіський (лат. Taxus wallichiana) — вид хвойних рослин родини тисових.

## Поширення, екологія
Країни проживання: Бутан; Китай (Сичуань, Тибет, Юньнань); Індія (Аруначал-Прадеш, Ассам, Сіккім, Уттар-Прадеш); Індонезія (Сулавесі, Суматра); М'янма; Непал; Пакистан; Філіппіни; В'єтнам. Тис валіський є від малого до великого підліску або нижньої рівня деревом у гірських, помірних, помірно-теплих і тропічних від передгірних до високогірних лісів, де переважають покритонасінні і хвойні, листяні або вічнозелені або в змішаних лісах. У відкритих місцях на кам'янистих схилах і скелях зазвичай утворює великі, широкі розкидисті кущі. Висота коливається від 900 м до 3700 м над рівнем моря і ґрунти в основному походять від силікатних порід, від кислих до нейтральних. Легко розповсюджується птахами і може швидко проростати у великих кількостях на придатних місцях. Має дуже тривалий термін життя і може проростати від пнів.

## Морфологія
Це середнього розміру вічнозелене хвойне дерево, що досягає 20 м у висоту, подібне до Taxus baccata й іноді розглядаються як підвид його. Пагони зелені спочатку, стають коричневими після трьох або чотирьох років. Листки тонкі, плоскі, злегка серпоподібні, 1,5–2,7 см завдовжки і 2 мм завширшки, з м'яко загостреними вершинами. Рослина дводомна, з чоловічими і жіночими шишками на окремих рослинах. Насіннєві шишки сильно модифіковані, ягодоподібні, 1 см в діаметрі, що містять єдине зерно 7 мм завдовжки. Пилкові шишки кулясті, діаметром 4 мм, з'являються на нижніх пагонах на початку весни.

## Використання
Деревина гімалайського тису є довговічною і міцною і використовується для дверних рам, столярних виробів, токарного оброблення дерева та інкрустації деревини, а також для підсвічників, ручок ножів і т. д. Деревина також спалюється, як фіміам в Непалі і частинах Тибету. В інших областях деревина використовується як паливо. Алкалоїдні з'єднання (таксани) з кори є джерелом для протиракового препарату паклітакселу (TAXOL), який став однією з основних причин для експлуатації в останні роки. Листя дають подібні хімічні речовини в низьких концентраціях. Народна медицина використовувала молоді пагони і листя, а іноді і внутрішню кору протягом тривалого часу в різних зіллях, настоянках. Внутрішня кора виробляє червоний барвник, який часто використовується в релігійних церемоніях брахманів Непалу. Використовується як декоративна рослина на Філіппінах.

## Загрози та охорона
У більшості країн ареалу нещадно експлуатується. Зниження чисельності до 90 % були зареєстроване в Індії та Непалі, а в західному Китаї зниження складає більш ніж на 50 %. Зустрічається в декількох ПОТ.